# Lily Parr
Pour les articles homonymes, voir Parr.
Lilian "Lily" Parr (26 avril 1905, St Helens - 24 mai 1978, Preston), est une joueuse professionnelle anglaise de football. Elle occupe le poste d'ailière. Elle a notamment joué au sein du club de football féminin de Dick et Kerr, fondé en 1917 et basé à Preston.
En 2002, elle est la seule et première femme à figurer sur le English Football Hall of Fame au musée national britannique du football,.

## Biographie
Lily Parr naît à St. Helens, Merseyside. Elle est la quatrième d'une famille de sept enfants. Son père travaille dans une verrerie locale, et la famille sous-loue le jardin et des chambres de la résidence familiale pour augmenter ses revenus.
La fillette manifeste peu d'enthousiasme pour les activités traditionnellement féminines telles que la couture ou la cuisine. Au lieu de cela, sa constitution robuste et son intrépidité lui permettent de jouer avec ses frères des équipes de rugby et de football, deux sports dans lesquels elle excelle rapidement. Elle pratique tout d'abord de façon informelle sur des terrains vagues, avant de rejoindre l'équipe féminine de St Helen, nommée le Dick, Kerr's Ladies Football Club.
Parallèlement à ses activités sportives, Lily Parr est infirmière au Whittingham Hospital aux côtés de sa compagne Mary. 
Elle décède des suites d'un cancer en mai 1978.

## Carrière professionnelle

### Dick, Kerr's Ladies
Pendant la Première Guerre mondiale, l'Angleterre voit se manifester un intérêt croissant pour le football féminin. L'entreprise Dick, Kerr and co, qui fabrique des munitions à Preston, qui a recruté beaucoup de femmes en remplacement des hommes partis à la guerre, met en place une équipe de football qui accueille ses propres salariées et des extérieures. Dick, Kerr and co remarque et recrute Lily Parr, et la paye 10 shillings par match. Elle est alors âgée de quatorze ans. 
Les matchs de l'équipe Dick, Kerr's Ladies attirent un large public, y compris le 26 décembre 1920 à Goodison Park, match qui se joue à guichets fermés, avec 53,000 spectateurs dans l'enceinte du stade, et quelques milliers à l'extérieur. Équipe avant-gardiste, les joueuses sont les premières femmes à porter des shorts, et à s'offrir des tournées en Europe et aux États-Unis. 
Contrairement à la pratique actuelle où les femmes jouent uniquement contre des équipes féminines, Lily Parr jouait aussi bien contre des équipes féminines que masculines, et était réputée avoir un tir plus puissant que la plupart des joueurs masculins. Elle marque 43 buts pour son équipe lors de sa première saison. Sa notoriété est telle que l'agent de la joueuse doit refuser plus de 120 invitations à des matchs de charité à travers le pays. 
Dans In A League Of Their Own: The Dick, Kerr Ladies 1917-1965 publié en 1994, l'historienne et biographe Gail J. Newsham évoque par ces mots la joueuse Lily Parr : « D’une hauteur de presque six pieds, avec des cheveux noirs de jais, son pouvoir et son adresse étaient admirés et redoutés partout où elle jouait. C’était une joueuse extrêmement désintéressée, capable de réaliser une passe avec une précision incroyable, mais aussi une joueuse de balle merveilleuse. Et elle était probablement responsable d’une manière ou d’une autre, de la plupart des buts marqués par l’équipe ».

### Carrière internationale
Lily Parr joue dans le premier tournoi international officiellement reconnu entre l'Angleterre et la France en 1920. Un total de 4 matchs, attirant 25 000 spectateurs, voit la victoire de l'Angleterre représentée Dick, Kerr's Ladies, avec un score final de 2 à 0 à  Deepdale,. La joueuse totalise plus de 900 buts dans sa carrière entre 1919 et 1951.

## Exclusion des femmes par l'association anglaise de football
Le nombre d'équipes féminines continue de croître à cette époque, jusqu'en 1921 où l'Association britannique de football fait interdiction à ses membres d'accepter des femmes sur leur terrain. L'engouement pour le football féminin décline alors, mais de nombreuses femmes à l'instar de Lily Parr continuent à jouer sur des pelouses municipales et autres lieux non trustés par l'association. L'équipe  Dick, Kerr Ladies fait une tournée en Amérique du Nord après le bannissement des femmes. De nouveau interdite de jouer au Canada après son arrivée, l'équipe effectue une tournée aux États-Unis, où elle joue 9 matchs, dont 3 gagnés, 3 à égalité, et 3 perdus contre des équipes masculines de haut niveau. Lily  Parr continue de jouer au sein de l'équipe des Dick, Kerr's Ladies même après que l'usine lui a retiré son soutien ;  elle la renomme les Ladies de Preston.
Lily Parr dispute son dernier match à 45 ans contre l'Écosse, une victoire de 11 contre 1, au cours de laquelle la capitaine marque un énième but.

## Reconnaissances posthumes
En 2002, le nom de Lily Parr est intronisée au Hall of Fame du Musée National britannique du Football.
En 2008, après une semaine de célébrations de la vie de Lily Parr, l'Association britannique du football présente ses excuses pour avoir banni les femmes du football de 1921 à 1971.